# Minori, Kampanien
Minori är en ort och kommun i provinsen Salerno i regionen Kampanien i Italien. Kommunen hade 2 718 invånare (2017).